# عکاسی زیارتی
عکاسی زیارتی در زیرگروه عکاسی فوری قرار دارد و یکی از مردمی‌ترین انواع عکاسی است که در شهرهای زیارتی پا گرفته‌ است. از ویژگی‌های آن می‌توان به عدم ایجاد آرشیو و انتشار آن به دورترین نقاط داخل و خارج از کشور توسط مشتریان اشاره کرد. این عکاسیها از ابتدا در حول حرم مطهر رضوی شکل گرفته و همچنان ادامه حیات می‌دهند. در حال حاضر از حدود ۱۳۰۰ عکاسی در مشهد حدود ۳۵۰ تا ۴۰۰ عکاسی به این بخش تعلق دارد.

## پیشینه
از ابتدای دوره پهلوی (۱۳۰۵ شمسی)، با رشد روزافزون عکاسی و ارزان شدن ابزار عکاسی، عکاسان فوری و دوره‌گرد به همراه دوربینهای چوبی، در اطراف حرم مطهر رضوی، در کنار بساطی‌های اجناس مختلف مورد نیاز زوار، مستقر شدند. از پیشگامان این کار می‌توان به ابراهیم ذهبی معروف به سیاح (عکاسخانه ایام ص ۶۳ تا ۶۸)و رسول عرب لین (زیرنویس مقاله گزارشی از عکاسی زیارتی)، اشاره داشت. در این نوع عکاسی، پس‌زمینه نقش بسیار مهمی ایفا می‌کند. عکاسان در ابتدا با قرار دادن زائر در مقابل مجموعه حرم رضوی، از آنان عکس می‌گرفتند. سپس به دلیل محدودیت‌های کار در فضای باز و با الهام از پرده‌های پس زمینه مورد مصرف در آتلیه‌های عکاسی در عکس پرتره، و بهره‌گیری از نورپردازی با منابع نور مصنوعی، زائران جلوی پرده‌های نقاشی حرم و بارگاه می‌ایستادند و عکس می‌گرفتند. به‌تدریج ابزار دیگری نیز از جمله لباس و سربند عربی، ماکتهای آهو و شتر و.. به صحنه برای هرچه طبیعی تر به‌نظر رسیدن، مورد مصرف قرار گرفت. تا پیش از ورود عکاسی دیجیتال شیوه‌های مختلف مونتاژ عکس در پس‌زمینه‌ای عکسی نیز بشدت رونق گرفته بود. این مسئله با رشد تکنولوژی دیجیتال و کاربرد آن در این نوع عکاسی، در فضای کامپیوتر انجام می‌شود.

## ویژگی‌های عکاسی زیارتی
مهمترین ویژگی این نوع عکاسی، نداشتن آرشیو است و علت آن مشتری زائر است که برای چاپ مجدد مراجعه نمی‌کند و دلیلی برای ایجاد آرشیو نمی‌ماند. از دیگر ویژگی‌های آن بارز بودن جنبه تقدس و یادگاری، استفاده از پس‌زمینه‌های منقش به تصاویر حرم رضوی و صحنه‌های مرتبط با سرگذشت امام رضا (ع)، سرعت بالای کار و ارائه تصویر، پایین بودن اطلاعات عکاسان این بخش از عکاسی، حضور عکاسان فصلی، عدم کنترل کیفیت کار توسط نهادهای مربوط به‌دلیل کثرت آنان، تعداد بسیار بالای عکس گرفته شده در این نوع عکاسی در مدت کم، انتشار گسترده آن به دوردست‌ترین نقاط ایران و حتی خارج از ایران را می‌توان نام برد. کار تبلیغاتی این گروه با استفاده از افرادی در جلوی مغازه‌های عکاسی صورت می‌گیرد که از عابران دعوت به گرفتن عکس می‌کنند. همچنین نمونه‌های فراوانی در بیرون از مغازه‌های عکاسی به نمایش گذاشته شده‌اند.

### چیدمان عناصر در عکس
- پرده پس‌زمینه :پرده‌های پس‌زمینه با چند مضمون وجود دارند از جمله :سقاخانه، صحن نو، ضریح، ضامن آ]و، گنبد، صحنه مسموم کردن امام رضا توسط مأمون، و اخیراً پرده تصویر حضرت ابوالفضل.
ویژگی‌های پرده‌ها:
رنگ مصرفی از انواع پلاستیک و قابل شستشو است. قلم مصرفی درشتو به ریزه کاریها توجه نمی‌شود. رنگها کنتراستهو حجم‌سازی کمتر انجام می‌شود. پرسپکتیو در مناظر به‌طور ناقص انجام شده و در واقع این پرده‌ها یادآور نقاشی‌های قهوه‌خانه‌ای هستند. قدیمی‌ترین پرده پس‌زمینه موجود که توسط رسول عرب لین کشده شده، در حال حاضر در مشهد در عکاسی حمید عرب لین موجود است. این پرده در سال ۱۳۴۲ کشیده شده‌است.
-بجز پرده از ابزار دیگر حاضر در صحنه می‌توان به لباس‌های هندی و عربی و… مجسمه‌های فایبر گلاس آهو و شتر و پاپا نوئل، کشکول و تبرزین و عکسهای چاپ شده روی ورقهای پلکسی گلاس اشاره کرد.

### مشتریان
مشتریان این بخش از نظر اقتصادی طیف گسترده‌ای دارند. مشتریان ساکن در مسافرخانه هاو هتلهای خیابان طبرسی در بخش شمالی فلکه حضرت، از رفاه نسبی کمتر و بخش جنوبی خیابان امام رضا وضعیت اقتصادی بهتری دارند. از نظر ملیتی بجز ایرانیان از اقصی نقاط کشور، عربهای حوزه خلیج فارس و عراقیها نیز اخیراً به مشتریان پرو پا قرص این نوع عکاسی تبدیل شده‌اند.

### رویکرد تازه در این نوع عکاسی
عکاسان این بخش طی سالهای کار خود، همیشه به این خواست مشتری که قرار گرفتن در طبیعی‌ترین و واقعی‌ترین منظرهٔ حرم و بارگاه رضوی بوده توجه داشته‌اند و در این راستا در دورانهای مختلف سعی در ایجاد تصاویری هرچه شبیه تر به واقعیت کرده‌اند. فتو مونتاژها و کلاژهای عکسی در سالهای پیش به سختی انجام می‌شد. پس از پیدایش دوربین‌های دیجیتال و امکانات کار در کامپیوتر، در این بخش استفاده‌های بسیار از آن شده و عکاسان خلاقتر به ایجاد تصاویری با کیفیت بهتر و متنوع تر دست زده‌اند.
پیامد استفاده از کامپیوتر شغل جدیدی رادر این بخش باعث شده که همان «مباشران فنی» هستند. کار چاپ عکسهای ایجاد شده در این گروه در پنج لابراتوار مستقر در محدوده حرم رضوی انجام می‌شود.
طی سالهای اخیر به دلایل زیر این نوع عکاسی علی‌رغم امکان عکسبرداری با دوربین شخصی و تلفن همراه برای زائران، از رشد بالایی برخوردار بوده‌است. دلایل:
رشد جمعیت، نبودن کار، راحتی کار با دوربینهای دیجیتال، کاهش کنترل‌های صنفی و بالا بودن میزان تقاضا.

## انجام
عکاسی زیارتی طی دوران حضور خود توانسته با تغییرات تکنولوژی تطبیق یافته و نقض خود را به خوبی به انجام م برساند. از ابتدا تا کنون، در پس این زایش و استمرار، تئوری مدونی وجود ندارد و تنها پاسخ به نیازی است که از عمق جان مشتریان برای بردن سوغات و یادگاری از سفری مقدس به دیار خود برآمده و عکاسان به این نیاز پاسخ گفته‌اند. به نظر می‌رسد این سیر رو به رشد همچنان در جریان است و برای این جریان از درون خود راه حل می‌جوید.